# Kisaragi (1925)
El Kisaragi (如月 febrero?) fue un destructor de la Clase Mutsuki. Sirvió en la Armada Imperial Japonesa durante la segunda guerra sino-japonesa y la Segunda Guerra Mundial. 

## Historia
El Kisaragi fue la segunda unidad naval japonesa de importancia en resultar hundida durante la Segunda Guerra Mundial, en la misma acción que la primera, otro destructor, el Hayate. Como parte de los seis destructores de escolta de la 29ª División de Destructores asignados a la fuerza de invasión de la Isla Wake, en la llamada Batalla de la Isla Wake fue alcanzado por una bomba de 50 kg lanzada desde un caza Grumman F4F Wildcat que estalló en la popa, donde se almacenaban las cargas de profundidad, cuya explosión hizo hundirse al buque con toda su tripulación 48 km al suroeste de Wake, en la posición (18°55′N 166°17′E / 18.917, 166.283).